# Белый легион (Словакия)
«Белый Легион» (словац. Biela légia) — название ряда словацких организаций и общественных движений:
- антикоммунистическое радио, выходившее в эфир на словацком языке с территории Австрии с 1947 по 1955 годы в КВ-диапазоне. Оно ставило своей целью информировать широкую общественность и зарубежные страны о коммунистическом терроре. Радио послужило образцом при создании радиостанции Свободная Европа;
- общественное движение взаимопомощи в Словакии (тогда бывшей частью послевоенной Чехословакии), помогавшее жертвам коммунистического террора;
- движение как вооружённого, так и мирного сопротивления коммунистическим властям на территории Словакии;
- «группы сопротивления», провокационно создававшиеся чехословацкой Госбезопасностью до конца 1950-х годов[1].

## Радиостанция
Создатель радиостанции «Белого легиона» Йозеф Вицен (1921–2008) во время Второй мировой войны был студентом STU, закончил Высшую школу лидерства молодёжной организации Глинковой словацкой народной партии. В 1943 году он стал членом студенческого кружка Rodina («Семья»), созданного антифашистом и антикоммунистом священником-иезуитом Томиславом Колаковичом.  В время Словацкого народного восстания Вицен встал на сторону фашистского правительства Йозефа Тисо и создал организацию «Hlásky», которая помогала бороться с восставшими. После войны он провёл несколько месяцев в советском концентрационном лагере Ратибор и был лишён возможности продолжить учёбу. В мае 1946 Йозеф Вицен эмигрировал в американскую зону оккупации Австрии, где познакомился с Йозефом Микулой, бывшим председателем Союза студентов Словакии, а теперь советником корпуса контрразведки армии США. Главными целями американцев было получать от беженцев из коммунистической Чехословакии информацию, вербовать их и создавать сеть информаторов внутри Чехословакии. На эти цели Вицен и Микула получили финансирование в размере 250 (позднее 350) долларов в месяц. Вещание станции «Белый легион» началось в 1947 году. Вицен создал из знакомых ему по молодёжной организации Глинковой словацкой народной партии сеть из 15 корреспондентов, передававших последние известия. Новости из Словакии попадали в эфир радио «Белого Легиона» настолько быстро, что Госбезопасность была уверена, что радиостанция работает внутри Чехословакии.

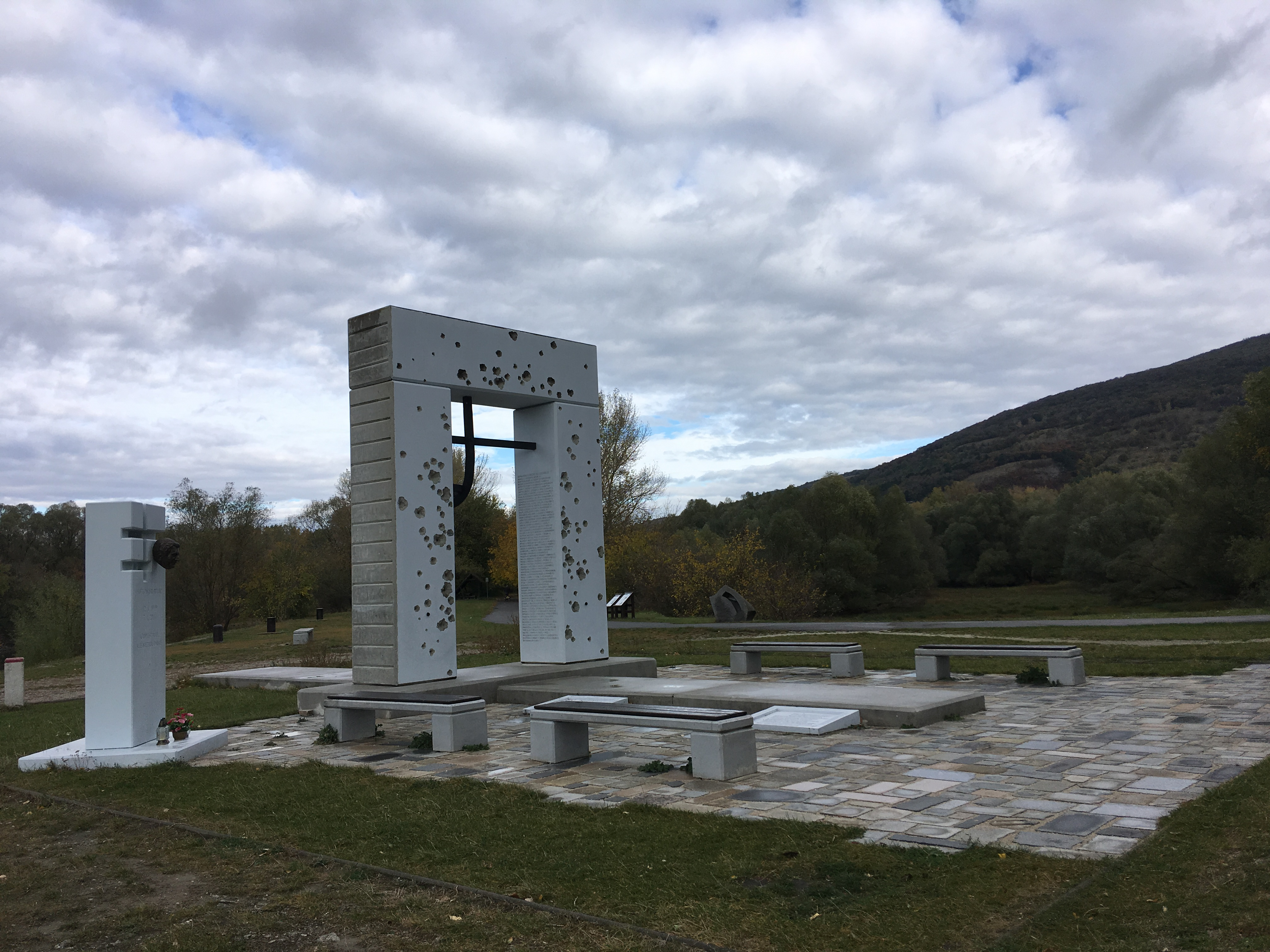
Памятник «Ворота Свободы» в Братиславе в память всех погибших при попытке преодолеть «Железный занавес» в 1945–1989 годах

Радио «Белый Легион» предлагало слушателям следующую программу:
- «Белый Легион» это движение взаимопомощи граждан для защиты прав человека от коммунистического государственного террора.

Те, кто разглашает и помогает обнародовать тайные директивы коммунистов,
- Те, кто предупреждает людей, которым грозит опасность от коммунистов,
- Те, кто предлагает убежище и помощь для бегства человеку, преследуемому коммунистами,
- Те, кто обнародует имена особо опасных коммунистов и их помощников и, таким образом, спасает ничего не подозревающих граждан от их коварства и вероломства,
- Те, кто умышленно небрежно исполняет приказы коммунистов и, таким образом, даёт возможность людям спастись,
- Те, кто саботирует коммунистические власти и сопротивляется против бесчеловечного господства коммунистов, становится членом Белого Легиона и помогает делу защиты прав человека, данных Богом[4].

Слушателям не предлагали создавать организации, так как считалось, что госбезопасность быстро их выявит и уничтожит. Сопротивление должно было быть индивидуальным и могло заключаться в саботаже и небрежном исполнении приказов.
В январе 1949 года корреспондентская сеть станции была разгромлена: Альберт Пучик, связной «Белого легиона», был задержан госбезопасностью и назвал имена 74 человек, в том числе руководителя сети корреспондентов Антона Тунегу и его помощника, полицейского Эдуарда Тесара. Во время следствия всех подвергали физическим и психическим пыткам. 21 мая 1949 года Сенат государственного суда Братиславы приговорил Пучика, Тесара и Тунегу к пожизненному заключению за создание террористической организации. Прокуратура обжаловала приговор и в сентябре 1950 года Верховный суд приговорил трёх обвиняемых к смертной казни. Они были казнены 20 февраля 1951 года во дворе СИЗО братиславского краевого суда. Остальные обвиняемые получили огромные сроки, которые отбывали, в том числе, на урановых рудниках в Пришбраме. В ноябре 1949 года Госбезопасность Чехословакии совместно с НКГБ СССР неудачно пытались похитить Йозефа Вицена в Вене.
Вицен ещё дважды пытался воссоздать корреспондентскую сеть, без которой работа радиостанции не имела смысла. Обе попытки провалились, в июле 1951 года американцы отстранили Йозефа Вицена от руководства станицей и «легализовали» её, взяли её под свой финансовый и программный контроль. До 1955 года радостанция безуспешно пыталась создать корреспондентскую сеть в Словакии. В 1955 году американские войска вышли из Австрии и работа станции была прекращена.
В 1957 году Йозеф Вицен, занимавшийся в Австрии помощью беженцам из Чехословакии и разоблачением коммунистического государственного терроризма, был похищен в Вене агентами чехословацкой службы  Госбезопасности, вывезен в Прагу и приговорён к 25 годам заключения, из которых отбыл 11 лет и был поражён в правах до падения коммунистического режима в 1989 году.

## Организации
Отсутствие формального членства в «Белом легионе» и возможность записать в его ряды любого гражданина, небрежно исполнявшего приказы коммунистов, позволило главе следствия,  подпрапорщику Владимиру Марушеку, докладывать о «Белом легионе» как об огромной (950 тысяч участников), разветвлённой террористической организации, ставящей своей целью восстановить Словацкое государство. Это вызывало огромную тревогу у правительства Чехословакии, которая начинала выглядеть «слабым звеном» в Восточном блоке. С ноября 1949 года правительство Чехословакии разрешило Госбезопасности использовать метод «активных провокаций» для борьбы с вооружённой оппозицией.  Органы госбезопасности стали сами создавать организации «Белого легиона», в частности, в Шафарикове, Кленовце, Лученце, Банска-Бистрице, Римавска-Соботе, Вранове-над-Топлёу, обвинённых в сотрудничестве с «Белым легионом» пытали, конфисковывали имущество до суда, приговаривали к огромным тюремным срокам и поражали в правах.
В 1950 году Войтех Крайчович, бывший при режиме Йозефа Тисо главой Госбанка, а после войны эмигрировавший в США, создал там сепаратистскую организацию «Союз за освобождение Словакии». В США он представлялся как лидер «Белого легиона», по его словам, широкого партизанского движения, ведущего кровавые бои с коммунистами. Об этом он рассказывал в американской печати, на радио и в телевидении, даже пытался снять в австрийских Альпах псевдодокументальный фильм о партизанах «Белого легиона». Ещё один эмигрант, бывший член правительства Тисо, Фердинанд Дюрчанский, представлялся в Германии как руководитель «Белого легиона», по его словам, антикоммунистического партизанского движения. Он пытался создавать ячейки сопротивления в Словакии, известны две реально возникшие под его влиянием подпольные вооружённые антикоммунистические организации.
В это же время велась и спонтанная борьба против тоталитарного режима, существовали ячейки сопротивления, не связанные ни с заграницей, ни с госбезопасностью. Например, осенью 1951 года в районе Брезно была разгромлена ячейка «Белого легиона», в которой состояло 80 человек, вооружённых винтовками, пистолетами, пулемётами и миномётом. Обычно такие организации быстро выявлялись и ликвидировались спецслужбами Чехословакии.